# Epiblema deflexana
Epiblema deflexana es una especie de polilla del género Epiblema, familia Tortricidae.
Fue descrita científicamente por Heinrich en 1923.

## Distribución
Se encuentra en los Estados Unidos (Texas).